# 250 (음악가)
250(본명: 이호형, 1982년 4월 11일 ~ )은 대한민국의 전자 음악가이다.

## 경력
250은 오랜 기간 동안 이태원에서 DJ로 활약했다. 그는 2013년 싱글 다시 부르기를 발매했으며, 2014년에는 첫 정규 음반 One Night Stand를 발매했다. 그는 2016년에 2집 뽕의 발표를 예고했으나, 실제 발매까지는 6년의 시간이 걸린다. 음악 프로듀서로써 그는 이센스, 김심야, NCT 127, ITZY, NewJeans와 함께 작업했다.
2022년 3월 18일 250의 두번째 정규 음반인 뽕이 발매되었으며, 철지난 장르로 치부받던 트로트와 뽕짝을 자신만의 스타일로 재해석하면서 많은 매체의 찬사를 이끌어냈다. 그는 2023년 한국대중음악상에서 올해의 음악인, 올해의 음반, 올해의 일렉트로닉 음반, 올해의 일렉트로닉 노래 총 4개의 상을 수상한다.

## 음반 목록

### 정규 음반
- One Night Stand (2014)
- 뽕 (2022)